# Amylóza
Amylóza (α-amylóza) je nerozvětvený polysacharid složený z glukózových zbytků propojených α-(1→4)-glykosidovými vazbami. Je jednou ze dvou složek škrobu (tvoří jej přibližně z 20–30 %). Nejčastěji obsahuje 300–3000 glukózových jednotek.
Její makromolekuly mají šroubovicovou konformaci, v níž na jeden závit připadá šest glukózových jednotek. V trávicím traktu ji štěpí α-amyláza na maltózy a maltotriózy. Samotná je odolnější vůči trávení než škrob, a hraje proto důležitou roli v tzv. rezistentním (odolném) škrobu.
Důkaz škrobu v neznámé látce se provádí roztokem jódu, jehož přítomnost prozrazuje modrofialové zbarvení. K tomuto jevu dochází, protože velikost dutiny šroubovice amylózy odpovídá velikosti molekuly jódu I2, se kterou po smíchání tvoří barevný komplex.